# Tabula Hebana
La Tabula Hebana  est une table en bronze conservée au Musée archéologique et d'art de la Maremme de Grosseto en Toscane.

## Histoire
La Tabula Hebana est une table en bronze retrouvée en 1947 pendant des travaux agricoles dans la frazione Le Sassaie, commune de Magliano in Toscana, où se trouvait probablement la colonie romaine de Heba. 
L'inscription contient le texte d'une délibération (rogatio Valeria Aurelia) des comices de Rome qui fut rédigée en l'an 20 apr. J.-C..
La délibération établissait les honneurs funèbres en mémoire de Germanicus, neveu de l'empereur Tibère par qui il fut adopté afin de garantir la succession au trône. Mais la mort frappa Germanicus en l'an 19 apr. J.-C. à Antioche dans des circonstances demeurées obscures pendant qu'il se trouvait en Syrie aux commandes de l'armée romaine.

## Description
La table est faite en bronze et mesure 88 cm de haut sur 61 cm de large, et 6 mm d'épaisseur. 
Elle comprend plusieurs lacunes notamment la partie inférieure droite. D'autres découvertes archéologiques (notamment la Tabula Siarensis, fragments de Todi du musée de Pérouse) ainsi qu'un texte de Tacite, permettent de compléter ces lacunes.

## Contenu
Le texte aborde dans une première partie les sujets suivants : 
- images de Germanicus devant être exposées à Rome ;
- insertion du nom du défunt dans le Carmen saliare ou Chant des Saliens ;
- obligation d'exposer son siège vide lors des Ludi Augustales ou jeux d'Auguste[4].

Une partie importante de l'inscription concerne une réforme de la procédure électorale, aménageant une réforme antérieure de l'an 5 apr. J.-C. qui organisait la procédure de la destinatio par laquelle étaient désignés les candidats admis aux élections. La destinatio des candidats aux fonctions de consuls et de préteurs y était confiée à une assemblée spéciale, constituée de sénateurs et de chevaliers et répartie en dix centuries placées sous le vocable de Caius et Lucius César. La loi révélée par la Tabula Hebana prévoyait l'adjonction à cette assemblée de cinq centuries supplémentaires mises sous le patronage de Germanicus ; il s'agissait d'honorer ainsi le défunt à l'égal de Caius et Lucius César, mais des préoccupations plus politiques ne sont pas exclues.